# زبوگ
زبوگ 
(به مالتی: Żebbuġ) شهری در ناحیهٔ مالت غربی واقع در کشور مالت است که در سال ۱۹۹۵ میلادی ۱۰٫۳۹۸ نفر جمعیت داشته اما جمعیت آن در سال ۲۰۰۵ میلادی ۱۱٫۲۹۰ نفر بوده‌است.